# Ray Slijngaard
Raymond Lothar Slijngaard (Ámsterdam, 28 de junio de 1971) es un cantante, rapero y compositor neerlandés de ascendencia surinamesa, conocido por ser parte del dúo eurodance 2 Unlimited.

## Primeros años
Nació en Ámsterdam, de padre surinamés, Lothar Slijngaard, y madre neerlandesa, Ingrid. Al principio de su carrera, era chef, y soñaba con convertirse en una estrella del rap. En ese momento, su rapero favorito era Snoop Dogg.

## Carrera musical

### 2 Unlimited (1991-1996)
2 Unlimited es un proyecto de música electrónica fundado en 1991 por los productores belgas Jean-Paul DeCoster y Phil Wilde, y liderado por el rapero neerlandés Ray Slijngaard y la cantante neerlandesa Anita Doth.
A principios de la década de 1990, le pidieron a Slijngaard que escribiera la letra para una canción escrita por dos productores belgas. Slijngaard también escribió un coro para ser cantado por una vocalista femenina, para lo cual invitó a Anita Doth. El demo fue presentado a De Coster y Wilde, lo que llevó a Slijngaard y a Doth a unirse a 2 Unlimited, y "Get Ready for This" fue producido y lanzado  como su primer sencillo. El sencillo se convirtió en un gran éxito mundial, y se utilizó en eventos deportivos y películas.
Slijngaard rapeó en la mayoría de las canciones del grupo, aunque algunos sencillos, como "Nothing Like the Rain", contaron con poca participación del mismo. La banda se convirtió en un éxito instantáneo en todo el mundo. Entre sus mayores éxitos están canciones como "Maximum Overdrive", "No Limit", "Tribal Dance", "The Real Thing", " Twilight Zone" y "Workaholic".
Durante su estancia en 2 Unlimited, Slijngaard era conocido por su peinado, que implicaba la cabeza rapada y algunas rastas cortas sobre la frente.
Después de dieciséis vídeos musicales, veintitrés sencillos y cuatro álbumes, el grupo se disolvió en 1996.

### Después de 2 Unlimited (1996-2009)
Tras la disolución, Slijngaard centró toda su atención en su propia compañía discográfica, X-Ray Records/Rayvano Productions, a la cual puso el nombre de su hijo. También lanzó un sencillo en 1997, titulado "3 X a Day".
En 1999, Slijngaard se asoció con los raperos Marvin D, Strezz y Orphea (Keshaw) para formar un nuevo grupo de rap llamado VIP Allstars. Alcanzaron cierto éxito en el verano de 1999 con los sencillos "When It's My Turn" y "Mamacita". Estos sencillos fueron producidos por Cyril Mahabier y Hurrigan Bouman. Sin embargo, ninguno de los dos recibió créditos por su trabajo de producción.
En 2003, Slijngaard trabajó en un nuevo proyecto llamado Legends. Se asoció con Herman Rarebell, que era miembro de la banda de rock alemana Scorpions para lanzar un nuevo sencillo llamado "Eye of the Tiger". En 2007, realizó una gira por América del Sur. Además de los dos éxitos de 2 Unlimited, también cantó algunos temas inéditos del grupo, como "Arabesque", "Round And Round" y "Dance with Me".

### Regreso de 2 Unlimited (2009-presente)

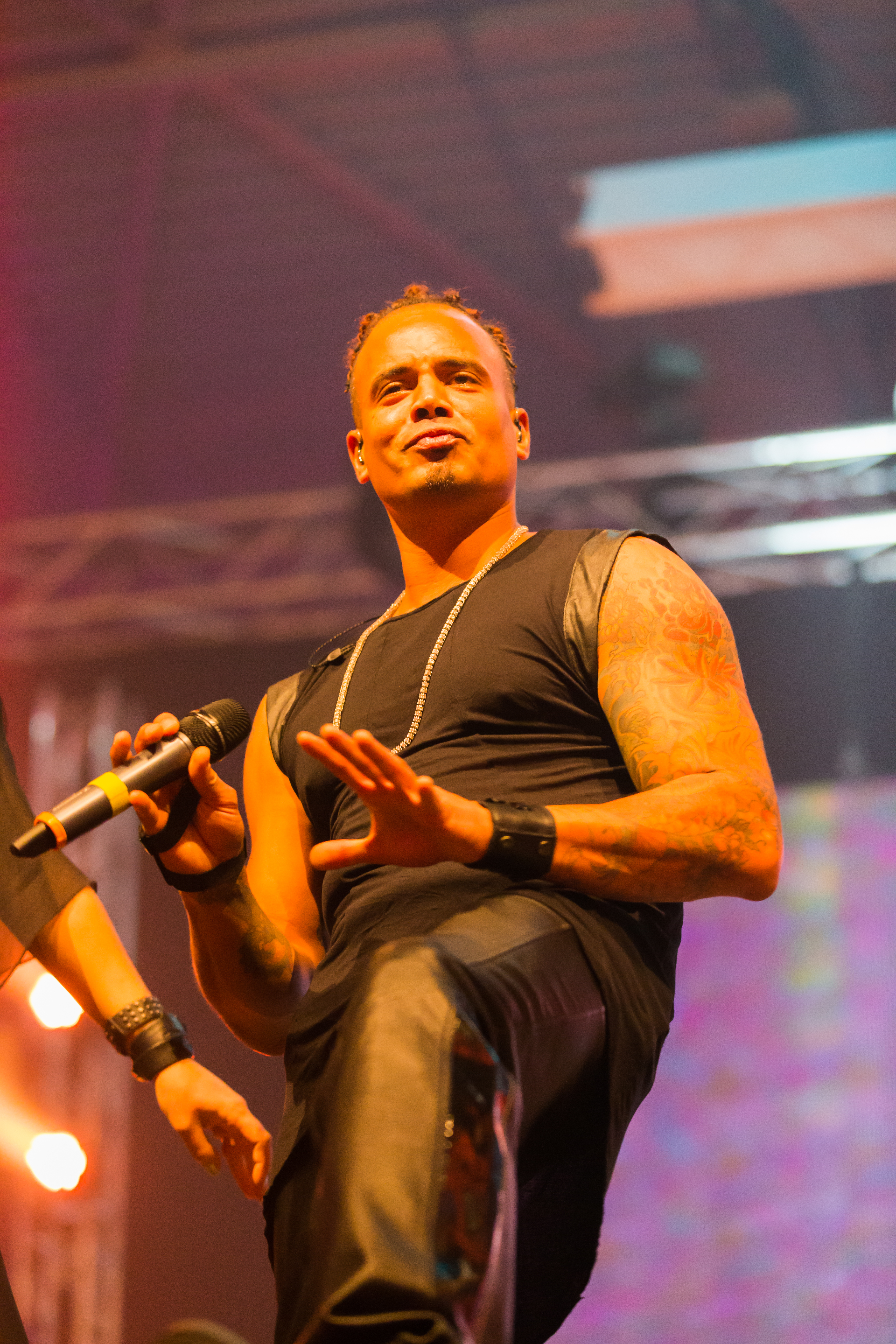
Slijngaard en 2014

En 2009, él y Doth vovieron a actuar juntos bajo el nombre de Ray & Anita, y se confirmó el 29 de diciembre que el dúo lanzaría un nuevo sencillo en 2010, titulado "In Da Name of Love". Se cree que Jean-Paul DeCoster les negó el permiso para usar el nombre 2 Unlimited, ya que aún poseía los derechos del mismo.
El 11 de julio de 2012, Slijngaard y Doth anunciaron que volverían a trabajar con De Coster bajo el nombre de 2 Unlimited. Estuvieron trabajando juntos hasta que Doth decidió abandonar el grupo en 2016, tras lo cual fue reemplazada por Kim Vergouwen.

## Vida personal
Slijngaard tiene un hijo, llamado Rayvano (nacido en 1996), con Hortence Gooding.

## Discografía

### Con 2 Unlimited
- Get Ready! (1992)
- No Limits (1993)
- Real Things (1994)

### Sencillos en solitario
| Año  | Título                  | Posiciones más altas en los gráficos |
| Año  | Título                  | NLD 100                              |
| ---- | ----------------------- | ------------------------------------ |
| 1997 | "3 X a Day"             | 66                                   |
| 1997 | "Do You Think I'm Sexy" | —                                    |

### Colaboraciones
| Año  | Título                                                      | Posiciones más altas en los gráficos |
| Año  | Título                                                      | NLD 100                              |
| ---- | ----------------------------------------------------------- | ------------------------------------ |
| 1998 | "Black Night" (como Ray & Ian Gillan)                       | —                                    |
| 1999 | "When It's My Turn" (como VIP Allstars)                     | 34                                   |
| 1999 | "Mamacita" (como VIP Allstars)                              | 68                                   |
| 2010 | "Throw It Up" (como Regi & Ray)                             | —                                    |
| 2013 | "What U Waitin' 4" (con The Dutchables feat. Ray & Lovebug) | —                                    |